# Jász-Nagykun-Szolnok vármegye védett természeti értékeinek listája
Jász-Nagykun-Szolnok vármegye védett természeti értékeinek listája az alábbi:
- Abádszalók, Aranyosi kosboros rét
- Berekfürdő, Pincéshalom
- Csépa, Fertő
- Cserkeszőlő, Aranyosi tölgyfák
- Jászjákóhalma, Templom-part, Templom tér, temető, Tarna-holtág
- Jásztelek,  Pusztamizsei Természetvédelmi Terület
- Jászberény, Hajta-mocsár, Jászsági Madárvédelmi Terület
- Jászdózsa, Pap erdő
- Jászfelsőszentgyörgy és Jászberény, Zagyva-menti Természetvédelmi Terület

A Zagyva természetes medrében folyik, partja olyan magas, hogy nem kellett védőgátat emelni. Ennek köszönhetően háborítatlan a természet. Emiatt itt megtalálhatók ritka növény- és állatfajok, például pusztai csenkesz, csillagpázsit és fenyérfű, mocsári gólyahír és szamárkenyér. A farkasalmalepke éppúgy védett, mint a csuklyásbagoly-lepke.
- Karcag, Kunhalmok

A Nagykunságon belül Karcag környékén található a legtöbb kunhalom. 1991-ben a város 24 kunhalmot helyi védelem alá helyezett, amiben jelentős szerepe volt Dr. Tóth Albertnek, aki feltérképezte a megye keleti részén található emlékeket.
1. Asszonyszállási-halom
2. Lözér-halom
3. Magyarkai-halom
4. Orgonda-halom
5. Péntek-halom
6. Sárga-halom
7. Zádor-halom
8. Hegyesbori-Kis-halom
9. Kis-Kettős-halom
10. Kontai-Kettős-halom
11. Kanvágta-halom
12. Nagy-Görgető-halom
13. Tibuc-halom
14. Vermes-halom
15. Ágota-halom
16. Törökbori-halom
17. Disznó-halom
18. Hegyesbori-Nagy-halom
19. Szőlős-halom
20. Telek-halom
21. Vágott-halom
22. Hármas-határhalom
23. Konta-halom
24. Ecse-halom

- Karcag, Kis-Gergely-halom
- Kenderes, Fasor

A település központjában, a  Szent István körúton kettős fasort találunk, 1981-ben védetté nyilvánították a közel 80 éves fákat. A fák többsége, fehér és rózsaszín virágú vadgesztenye, kocsányos tölgy, és tuja.
- Kenderes, Törökmogyoró fa
- Kengyel, Szélmalom-domb
- Kengyel, Törökmogyoró fák
- Kunhegyes, Bige-fertő
- Kunhegyes, Gergely-halom
- Kunszentmárton, Öcsöd, Szelevény, Mezőtúr, Mesterszállás, Tiszaföldvár,  Körös-völgyi Természetvédelmi Terület
- Szolnok, Molnárfecske-telep

Szolnok városközpontjában a Ságvári körúton, a piac és a Várkonyi tér közti háromemeletes házak eresze alatt raktak fészket a fecskék. A molnárfecske-telepet 1981-ben védetté nyilvánították. Több száz fészek, több ezer madár található a telepen.
- Tiszafüred, Kastélypark
- Tiszafüred, Kocsányos tölgy
- Tiszaderzs és Tiszaszőlős,  Cserőközi Természetvédelmi Terület
- Tiszaigar, Mátyás király-fa
- Tiszaigar, Kocsányos tölgyek és vadkörtefák
- Tiszakürt, Arborétum
- Tiszaszentimre, Nagypallagi löszgyep
- Törökszentmiklós, Szenttamási park
- Újszász, Kastélypark